# Bibi Medoua
Bibi Medoua (9 de agosto de 1993) é uma futebolista camaronesa que atua como defensora.

## Carreira
Bibi Medoua integrou o elenco da Seleção Camaronesa de Futebol Feminino, nas Olimpíadas de 2012. 